# Michał da Paz
Michał da Paz, port. Miguel da Paz de Trastámara e Avis, hiszp. Miguel de Paz de Trastámara y Aviz (ur. 1498, zm. 1500) – książę – infant Portugalii i Asturii.
Był jedynym synem Manuela I Szczęśliwego z dynastii Aviz, i jego pierwszej żony – Izabeli z Asturii (1470–1498). Urodził się w Saragossie, w Hiszpanii – dnia 24 sierpnia 1498. Jego matka zmarła w połogu. Michał został następcą tronu Portugalii (swojego ojca), jak i tronów Kastylii i Leónu. Jako następca dwóch różnych królestw nazywany był jednocześnie księciem Portugalii i księciem Asturii. Tytuły te nosił przez całe dwa lata swojego życia. Ojciec pozostawił go w Hiszpanii pod opieką babki, królowej Izabeli, która osobiście opiekowała się chorowitym od urodzenia wnukiem.
Michał zmarł 19 lipca 1500, w Grenadzie. Został pochowany w Kaplicy Królewskiej przy Katedrze w Granadzie. Po jego śmierci jego ojciec ożenił się z młodszą siostrą Izabeli z Asturii – Marią Aragońską. Z drugą żoną doczekał się ośmioro dzieci, w tym późniejszego króla Portugalii – Jana III Pobożnego. 
Ojciec Michała żenił się z hiszpańskimi księżniczkami, bo marzył o zjednoczeniu dwóch królestw iberyjskich pod jednym berłem. Marzenia te rozwiały się po śmierci Michała. Kiedy Michał zmarł, nową księżną Asturii i tym samym następczynią tronu Hiszpanii została jego ciotka, młodsza siostra jego matki - Joanna Szalona (Juana la loca). Joanna od 20 października 1496 r. była żoną Filipa I Pięknego z rodu Habsburgów, dzięki temu małżeństwu Habsburgowie uzyskali dziedziczne prawa do korony Hiszpanii. Unia dwóch królestw iberyjskich powstała jednak w 1580 i potrwała krótko do 1640 - wtedy król Filip II Habsburg, syn przyrodniej siostry Michała, wnuk Joanny Szalonej i Manuela I, podporządkował Hiszpanii Portugalię (patrz: Dynastia Filipina).